# Can I Have It Like That
"Can I Have It Like That" é uma canção apresentada pelo rapper Pharrell Williams, com a participação da cantora Gwen Stefani. Foi escrita e produzida por Williams para seu álbum de estréia In My Mind, de 2006, e é sua primeira faixa e single. Seu videoclipe foi dirigido por Paul Hunter.

## Formatos e faixas
12" vinil
1. "Can I Have It Like That" (clean) – 3:57
2. "Can I Have It Like That" (dirty) – 3:57
3. "Can I Have It Like That" (instrumental) – 3:57
4. "Can I Have It Like That" (a capella) – 3:49

7" vinil (Estados Unidos)
1. "Can I Have It Like That" (clean) – 3:57
2. "Can I Have It Like That" (dirty) – 3:57

CD single (Reino Unido)
1. "Can I Have It Like That" – 3:59
2. "Can I Have It Like That" (remix de Travis Barker) – 4:10

## Paradas musicais
| Parada (2005)                       | Melhor posição |
| ----------------------------------- | -------------- |
| Australian ARIA Singles Chart       | 22             |
| Belgian Singles Chart               | 32             |
| Danish Singles Chart                | 8              |
| Dutch Top 40                        | 25             |
| French Singles Chart                | 78             |
| Italian Singles Chart               | 17             |
| Irish Singles Chart                 | 12             |
| Swedish Singles Chart               | 60             |
| Swiss Singles Chart                 | 28             |
| UK Singles Chart                    | 3              |
| EUA Billboard Hot 100               | 49             |
| EUA Billboard Hot R&B/Hip-Hop Songs | 32             |
| EUA Billboard Hot Rap Tracks        | 20             |
| Parada (2006)                       | Melhor posição |
| New Zealand RIANZ Singles Chart     | 18             |